# Stadio Mario Rigamonti
Stadio Mario Rigamonti je nogometni stadion koji se nalazi u talijanskom gradu Bresciji te je dom istoimenog prvoligaša Brescije. Izgrađen je davne 1928. godine dok su gradske vlasti tijekom 1950-ih donijele odluku o proširenju postojećeg stadiona. Radovi su započeli 30. travnja 1956. te su trajali sljedeće tri godine.
Tijekom 2007. godine zbog sigurnosnih razloga smanjen je kapacitet stadiona da bi 2010. nakon plasmana Brescije u Serie A kapacitet bio povećan sa 16.308 na 23.072. Razlog tome je pravilo da stadioni talijanskih prvoligaša moraju imati najmanje 20.000 mjesta.
Sam stadion je dobio naziv po Mariju Rigamontiju, bivšem igraču Brescije koji je kao član slavne Torinove momčadi poginuo zajedno sa suigračima i klupskim osobljem u zrakoplovnoj nesreći 4. svibnja 1949.

## Odigrane nogometne utakmice na stadionu
| 4. lipnja 1988. 20:15 |     |          |                                                                              |
| Italija               | 0:1 | Wales    | Stadio Mario Rigamonti, Brescia Gledatelja: ??? Sudac: Tritschler (Njemačka) |
|                       |     | Rush 38' | Stadio Mario Rigamonti, Brescia Gledatelja: ??? Sudac: Tritschler (Njemačka) |

## Vanjske poveznice
- Transfermarkt.com - Mario Rigamonti
- World Stadiums.com  Arhivirana inačica izvorne stranice od 27. lipnja 2013. (Wayback Machine)